# Acontia stumpffi
Acontia stumpffi är en fjärilsart som beskrevs av Saalmüller 1891. Acontia stumpffi ingår i släktet Acontia och familjen nattflyn. Inga underarter finns listade i Catalogue of Life.